# ADSL

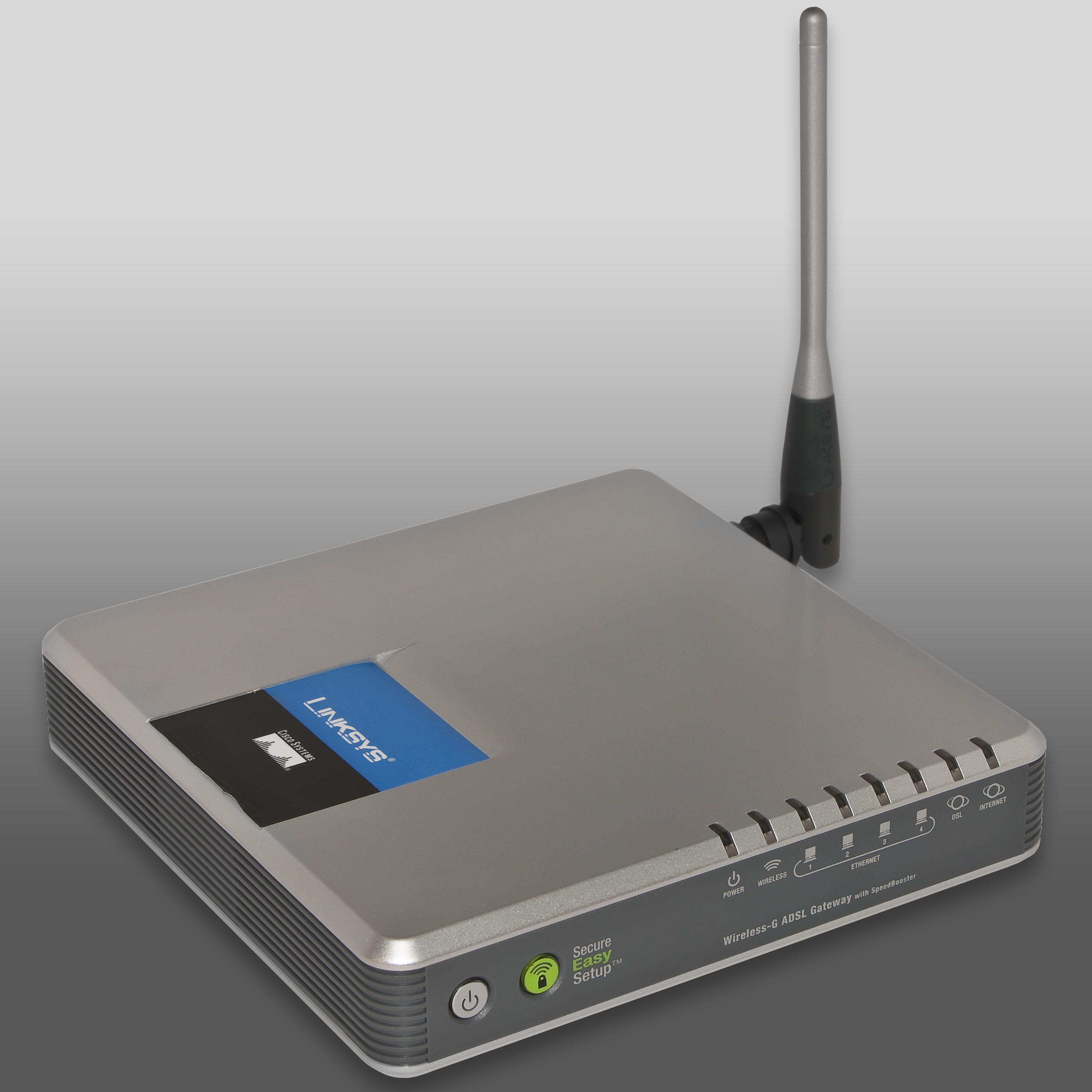
Router ASDL cu WiFi

ADSL (din engl. Asymmetric Digital Subscriber Line) este o tehnologie care permite transmiterea asimetrică de date digitale, pe linie telefonică de cupru, mai rapid (între 1,5-8 megabiți/sec.) decât un modem voiceband convențional.
Acest lucru este posibil prin folosirea frecvențelor care nu sunt utilizate de semnalul vocal digitalizat. 
Un splitter sau un microfiltru - permite ca o conexiune de telefon unică să poată fi utilizată atât pentru transmisii de date cât și pentru apeluri vocale, în același timp. 
ADSL funcționează în general doar pe distanțe scurte, de obicei mai puțin de 4 km, în funcție de grosimea firului de cupru folosit.